# Ponte di Pioraco
Die Ponte di Pioraco ist eine römische Brücke in Pioraco, Provinz Macerata (Mittelitalien).
Das vermutlich unter Augustus errichtete Bauwerk gehörte zu einer Nebenstraße der Via Flaminia, die von Nocera Umbra in östlicher Richtung über Pioraco, San Severino, Treia und Osimo bis nach Ancona verlief. Die Brücke besteht aus einem einzigen Bogengewölbe, an dessen Seite sich ein kleiner Segmentbogen befindet, der vom Boden entspringt und bis zur halben Höhe des Hauptbogens reicht; der Hilfsbogen dient zur Entlastung der Anrampung.
Die ebenfalls in Mittelitalien stehende Ponte del Gran Caso besitzt einen ähnlichen Aufbau.